# DUX
KP-44 — пистолет-пулемёт, адаптированная под патрон 9×19 Para копия советского ППС, выпускавшаяся финской компанией Tikkakoski.
В 1944 году в результате заключения Московского перемирия проживавший в Финляндии бывший пилот Имперских ВВС Германии, судовладелец и торговец оружием Вилли Даус (Willy Reinhold August Daugs) потерял контрольный пакет акций Tikkakoski и эмигрировал в Швецию, прихватив с собой чертежи ППС, доработанного финскими конструкторами Тууре Сало и Эско Кекки под более популярный патрон. После того, как его прошлое вскрылось в 1948 году, ему пришлось уехать в Испанию, и при поддержке немецких инженеров в начале 1950-х он начал производство этого же пистолета-пулемёта под названием Dux M53. Позднее производство было частично перенесено в Германию.
Dux M53 оснащён автоматикой со свободным затвором, стрельба ведётся с открытого затвора только очередями. Ствольная коробка стальная, цельноштампованная. Предохранитель находится перед спусковой скобой. Приклад М53 стальной, складной вверх-вперёд. Прицельные приспособления с перекидным целиком и мушкой в кольцевом намушнике.